# Psychoda longifringa
Psychoda longifringa és una espècie d'insecte dípter pertanyent a la família dels psicòdids.

## Distribució geogràfica
Es troba a Nord-amèrica.